# پارتنایر
پارتنایر (به انگلیسی: Partnair) یک شرکت هواپیمایی است که در تاریخ ۱۹۸۵ میلادی تأسیس شده است.
دفتر مرکزی پارتنایر در نروژ واقع شده‌است.